# Aron Cotruș

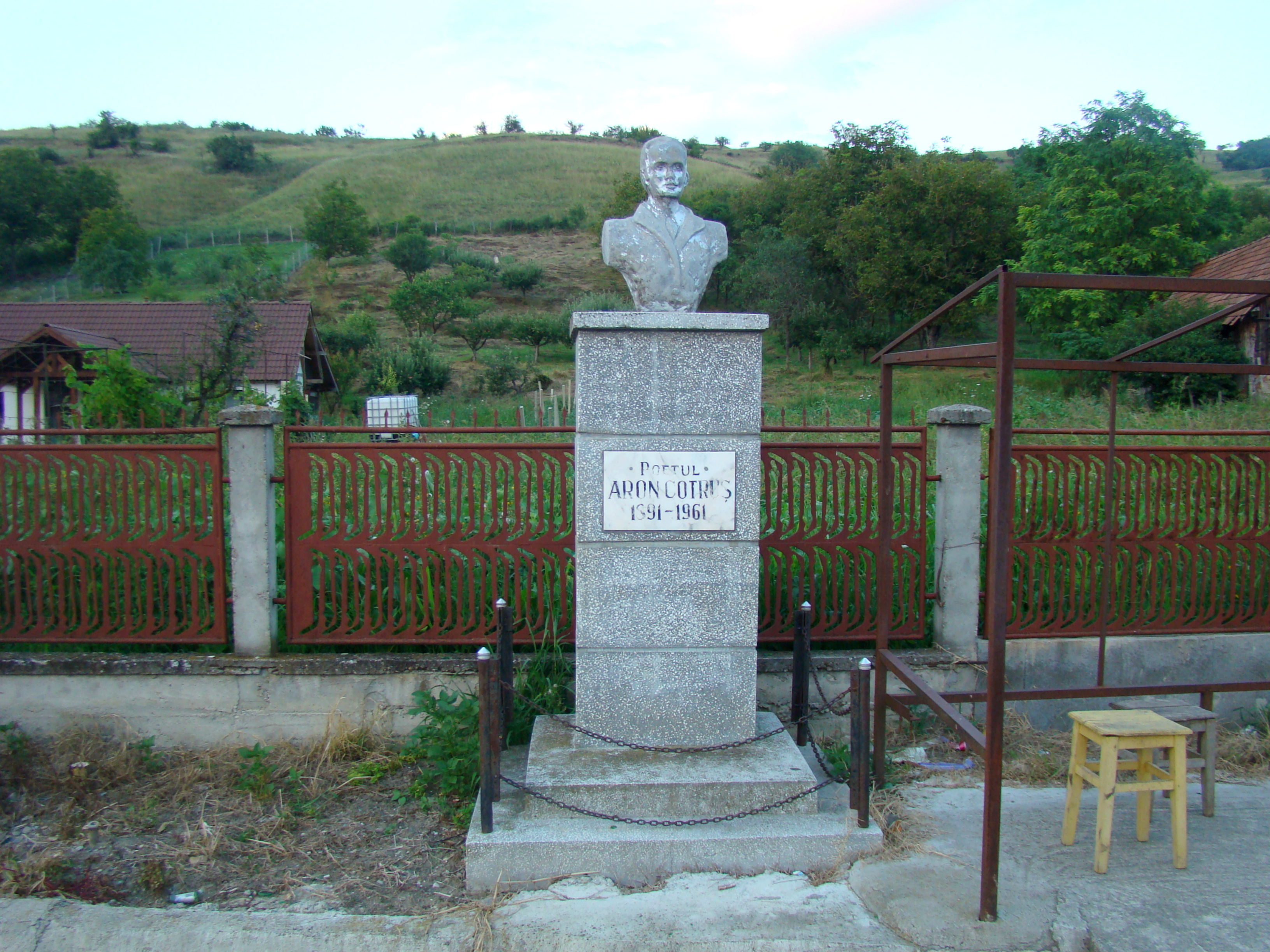
Bustul poetului Aron Cotruș din satul Lupu

Aron Cotruș (n. 2 ianuarie 1891, Sibiu, Austro-Ungaria – d. 1 noiembrie 1961, La Mirada⁠(d), California, SUA) a fost un scriitor și diplomat român, membru al Mișcării Legionare.

## Biografie
A studiat clasele gimnaziale la Blaj, la Liceul „Andrei Șaguna” din Brașov și Facultatea de Litere din Viena;  a făcut parte din redacția ziarelor cu caracter naționalist „Românul” (Arad) și „Gazeta Transilvaniei” (Brașov), dar a avut și colaborări cu reviste de cultură: „Gândirea”, „Vremea”, „Libertatea” (Orăștie), „Iconar” (Cernăuți), etc. 
În timpul Primului Război Mondial a ajuns în Italia, unde a lucrat pe lângă Legația României din Roma. După terminarea războiului, în 1919, s-a întors în țară a devenit ziarist în Arad, membru al Societății Scriitorilor Români și director la biblioteca Sămănatorul.
A lucrat ca atașat de presă la Roma, Varșovia, iar în timpul celui de-al Doilea Război Mondial, ca secretar de presă la Madrid și Lisabona. A fost directorul publicației „Frăția de cruce” între anii 1940 și 1941.
După prăbușirea regimului antonescian, se exilează ca refugiat politic în Spania franchistă și devine președintele Comunității Românilor, apoi director la revistei prolegionare „Carpații”, apărută în Madrid.
În anul 1957 s-a stabilit în Statele Unite ale Americii, la Long Beach, California, unde a trăit până la sfârșitul vieții, pe 1 noiembrie 1961. Rămășitele sale pământești se află în cimitirul Crucea Sfântă, din Cleveland, sub o simplă placă de piatră.

## Operă literară

### Volume
- „Poezii”. Orăștie, 1911
- „Sărbătoarea morții”. Editura „Concordia”, Arad, 1915. Ediția a II-a București, 1922
- „Neguri albe”. Alba-Iulia, 1920
- „România” (poemă). Brașov, 1920. Ediția a II-a Arad, 1922
- „Versuri”. Biblioteca „Sămănatorul”, Arad, 1925
- „În robia lor”. Arad, 1926
- „Mâine”. Editura „Scrisul Românesc”, Craiova, 1928. A II-a ediție sub auspiciile „Societății de Mâine”, Cluj, 1928
- „Holnap” (Mâine), în maghiară, apărută la Arad, 1929. Traducere efectuată de Pal Bado
- „Strigăt pentru depărtări”. Editura „Ienci”, Timișoara, 1927
- „Printre oameni în mers”. Sosnowiec, Polonia, 1933 (volum nepublicat in librării, devenit raritate bibliografică). Ediția a II-a în traducere spaniola de Gaetano Aparicio, Madrid, 1945
- „Horia”. Ediția I-a Varșovia, Polonia, 1935. Ediția a II-a Brad, 1936 (în numai doi ani apar 18 ediții ale volumului. Numai la București, în cursul anului 1938, apar edițiile III, IV, V, VI). În traducere maghiară de A. Kibedi, Cluj, 1938
- „Versek” (volum de versuri în lb. maghiară). Cluj, 1935 (multe din versurile poetului au fost publicate și în revista Klingsor din Brașov, unele în traducerea lui Alfred Margul-Sperber. Zoltán Frányo a tradus de asemenea unele versuri ale poetului în limba germană, publicându-le în revistele de limba germană din România)
- „Culegere de versuri”. Traducere în poloneză de Wladimir Lewic. Lwow, 1936
- „Țara”. Editura „Rânduiala”, București, 1937. Ediția a II-a Lisabona, 1940
- „Minerii”. Tipografia „Universul”, București, 1937
- „Peste prăpastii de potrivnicie”. Editura „Tiparul Universitar”, București, 1938. Ediția a II-a în traducere spaniolă de Gaetano Aparicio, Madrid, 1941
- „Maria Doamna” (poem). Tipografia „Luceafărul”, București, 1938 (ediție de lux)
- „Aron Cotruș: Maria Doamna”. Recenzii publicate în revistele literare din țară la timpul respectiv, strânse în buchet și publicate ca semn de omagiu poetului, București, 1939
- „Rapsodie Valahă”. Madrid, 1940. ediția a II-a București, Editura „Luceafărul”, 1941. Ediția a III-a Madrid, Editura „Carpații”, 1954. Apare și în traducere spaniolă, Madrid, 1941 (traducere realizată de Gaetano Aparicio)
- „Rapsodie Dacă”. Editura „Fundațiile Regale”, București, 1942
- „Poema de Montserrat” (in revista „Escorial”), Spania, 1949; Aron Cotruș este recunoscut drept un mare poet. Ediția a II-a Madrid, 1951
- „Poemas”. Madrid, 1951
- „Drumuri prin furtună”. Madrid, 1951
- „Canto a ramon Llull”. Mallorca, Spania, 1952
- „Rapsodia Iberică”. Editura „Carpații”, Madrid, 1954
- „Între Volga și Mississipi”. Editura „Carpații”, Madrid, 1956
- „Aron Cotruș - Opere complete”. Editura „Dacia”, Madrid, 1978 (ediție îngrijită de Nicolae Roșca)

### În alte limbi
- Versek (Versuri), traducere în limba maghiară de Kibédi Sándor, Cluj, 1936.[6]